# 泰順県
泰順県（たいじゅん-けん）は中華人民共和国浙江省に位置する省直轄の県であり、しばらくの間、温州市の代理管轄下に置かれている。

## 行政区画
- 鎮：羅陽鎮、百丈鎮、筱村鎮、泗渓鎮、彭渓鎮、雅陽鎮、仕陽鎮、三魁鎮、南浦渓鎮、亀湖鎮、西暘鎮
- 民族鎮：司前シェ族鎮
- 郷：包垟郷、鳳垟郷、東渓郷、柳峰郷、雪渓郷、大安郷
- 民族郷：竹里シェ族郷

## 語言
蛮講語（ばんこうご/うんしゅうご; 中国語:蠻講/蛮讲话、ピンイン:mánjiǎnghuà、英語:Mango、蛮講語：Màngó/Màngǒuà/Tǔuà/蛮讲/蛮讲话/土话）または泰順語（中国語:泰順語/泰顺话、ピンイン:tàishùnhuà、英語:Taishunese）は中国語の主要な言語の一つである閩語（閩東語/ビン東語）の一方言である。主に浙江省温州市泰順県で話されている。
普通話はもちろん、蠻講語以外の閩語/閩東語とも違いが大きく、中国国内では非常に難解な方言として知られる。蛮講語は温州語よりもっと難しい言語。